# Aérodrome de Dijon-Darois
 (novembre 2018).
L’aérodrome de Dijon - Darois (code OACI : LFGI) est un aérodrome ouvert à la circulation aérienne publique (CAP), situé sur la commune de Darois à 10 km au nord-ouest de Dijon en Côte-d'Or (région Bourgogne-Franche-Comté, France).
Il est utilisé pour la pratique d’activités de loisirs et de tourisme (aviation légère et hélicoptère).

## Historique
Initialement dénommé aérodrome de Dijon - Val-Suzon, l’aérodrome est inauguré le 5 mai 1957 par le chanoine Kir (maire de Dijon de 1945 à 1968).
En 1972 le premier prototype de Robin DR-400 du constructeur  Centre-Est Aéronautique (CEAPR) (fondé et implanté à Darois depuis 1957, rebaptisé Avions Pierre Robin en 1969 et racheté par APEX Aviation en 1988), conçu par Jean Délémontez et Pierre Robin vole pour la première fois à l'aérodrome de Darois.
En 1981 l'aviateur dijonnais Jacques Bothelin fonde la société Apache Aviation sur l'aérodrome spécialisée dans les spectacles d'acrobatie avec deux Cap 10 d'APEX Aviation (actuelle Patrouille Breitling basée depuis à l'Aéroport de Dijon Bourgogne - Longvic).
En 1987, une piste revêtue de 800 m par 20 m est construite et l’aérodrome prend le nom d’aérodrome de Dijon - Darois.
La société Dyn'Aéro produit les séries d'avions MCR et CR sur la plate-forme de Darois de 1992 à 2013.
En 2000, l’aéroclub de la Côte-d'Or (ACCO) inaugure une nouvelle maison dont les 270 m2 sont en grande partie destinés à la formation.

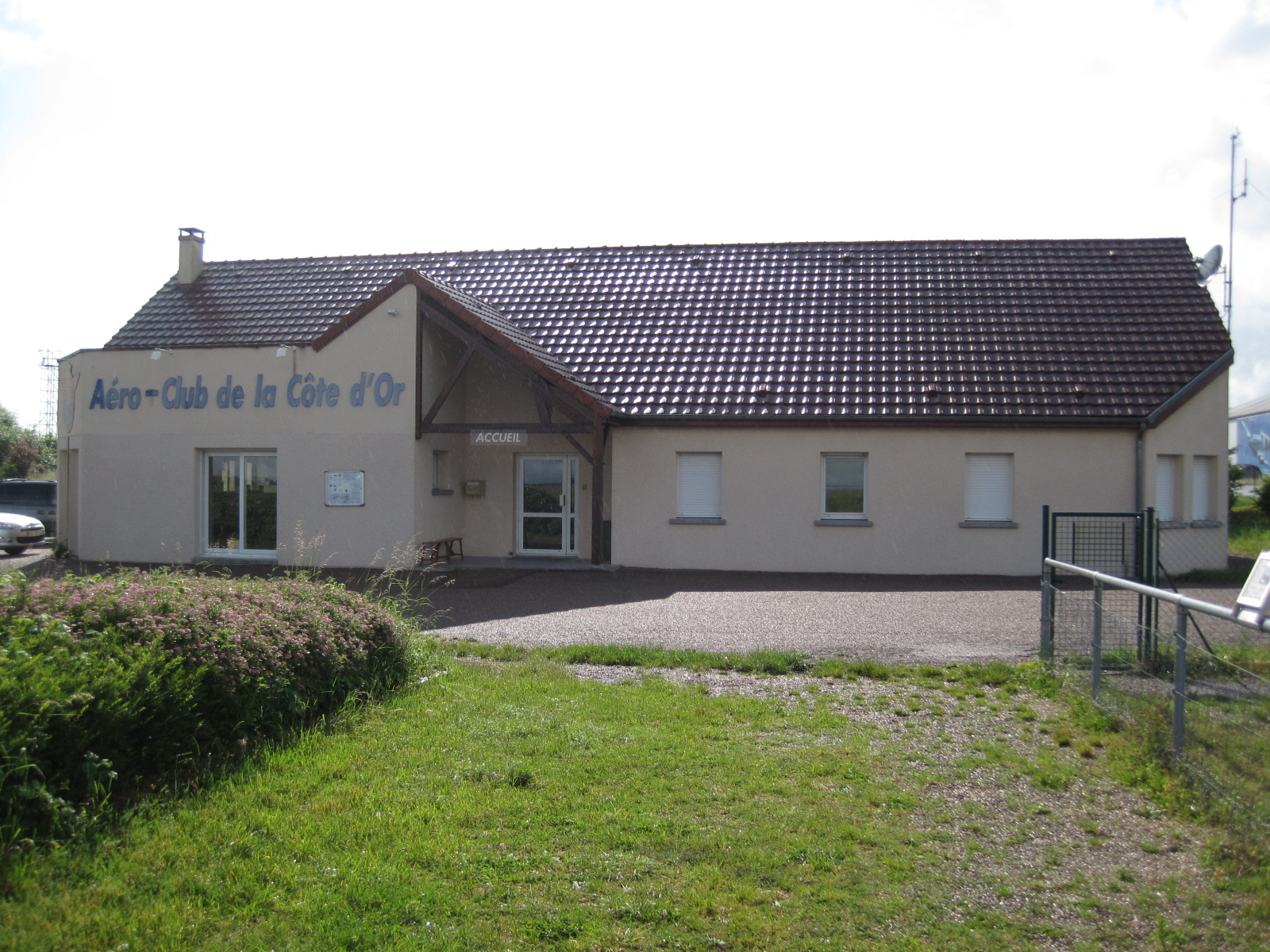
Locaux de l'aérodrome.
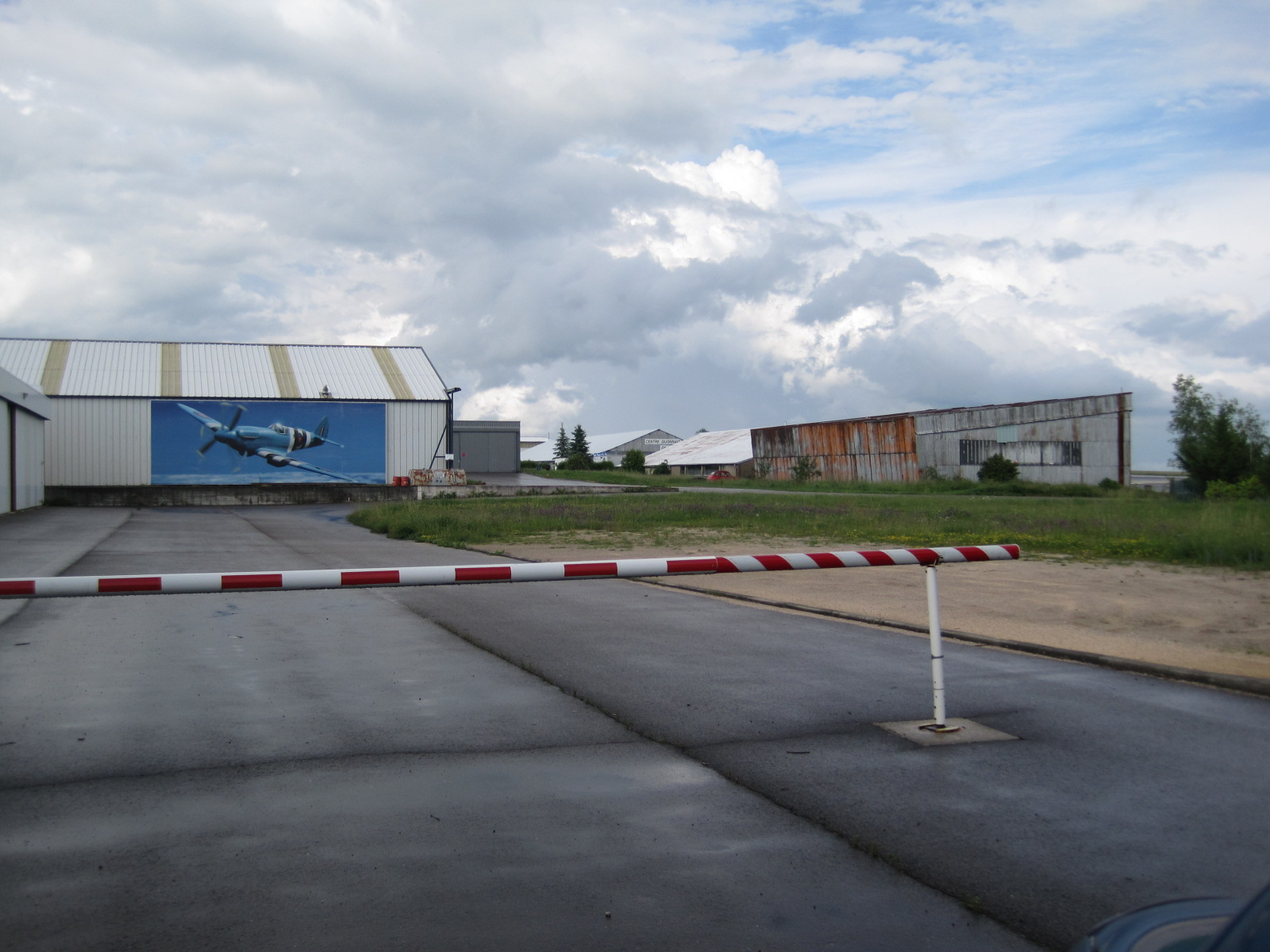
Hangars.

Présidé depuis 1992 par Jean Wiacek, avec plus de 240 licenciés, l’ACCO est le plus gros aéroclub de Bourgogne (chiffres 2010).

## Installations
L’aérodrome dispose de deux pistes orientées sud-nord (02/20) :
- une piste bitumée longue de 800 m et large de 20 ;
- une piste en herbe longue de 720 m et large de 80, accolée à la première et réservée aux planeurs et aux ULM.

L’aérodrome n’est pas contrôlé. Les communications s’effectuent en auto-information sur la fréquence de 119,555 MHz.
S’y ajoutent :
- deux aires de stationnement ;
- des hangars ;
- une station d’avitaillement en carburant (100LL et Jet A1) et en lubrifiant[2].

## Activités

### Loisirs et tourisme
- Aéroclub de la Côte-d'Or
- Centre dijonnais de vol à voile

### Sociétés implantées sur le site
- Robin Aircraft
- Aéro restauration service
- Centre-Est Aéronautique (CEAPR)
- Air Projet

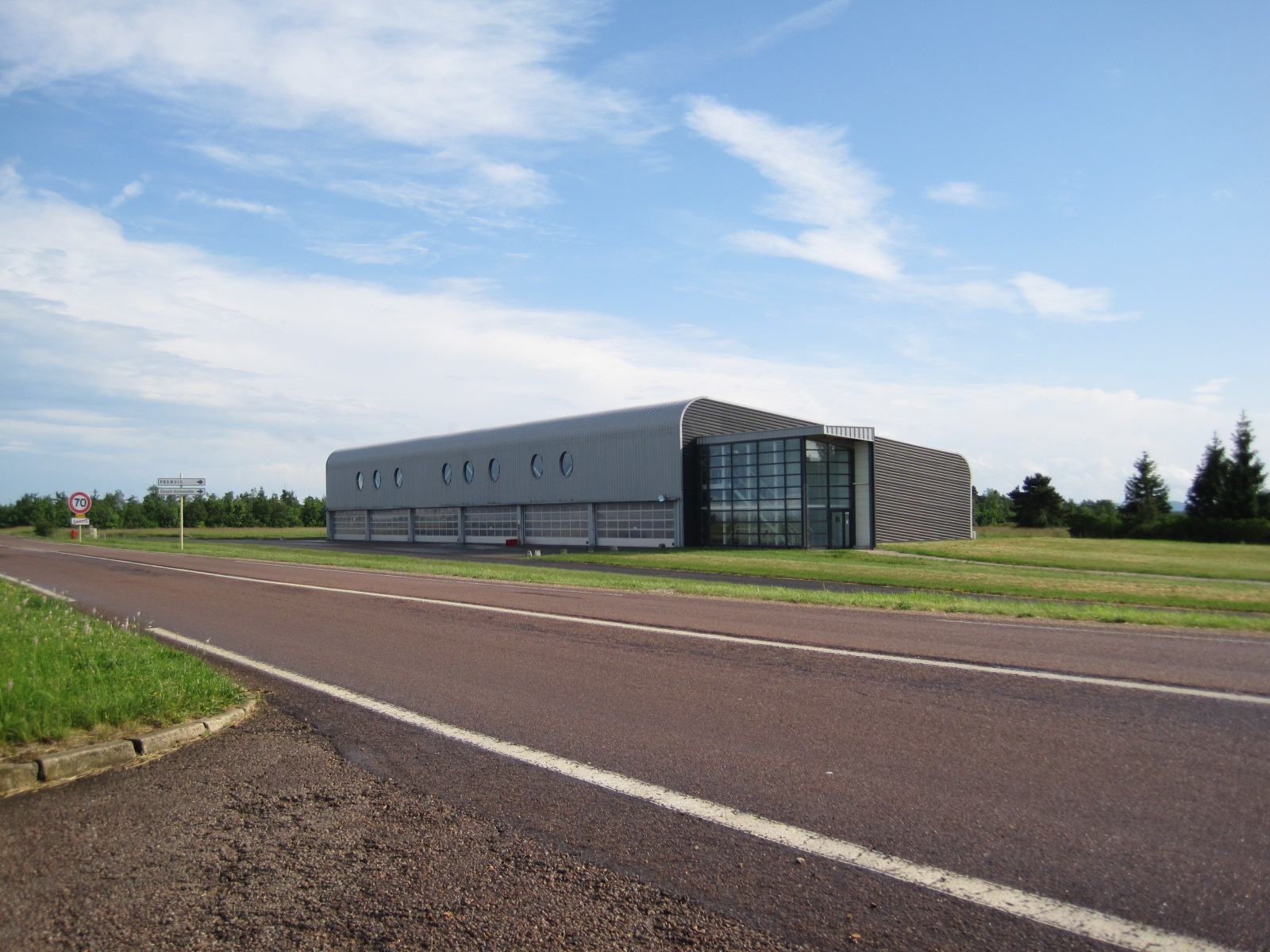
Société Robin Aircraft voisine de l'Aérodrome
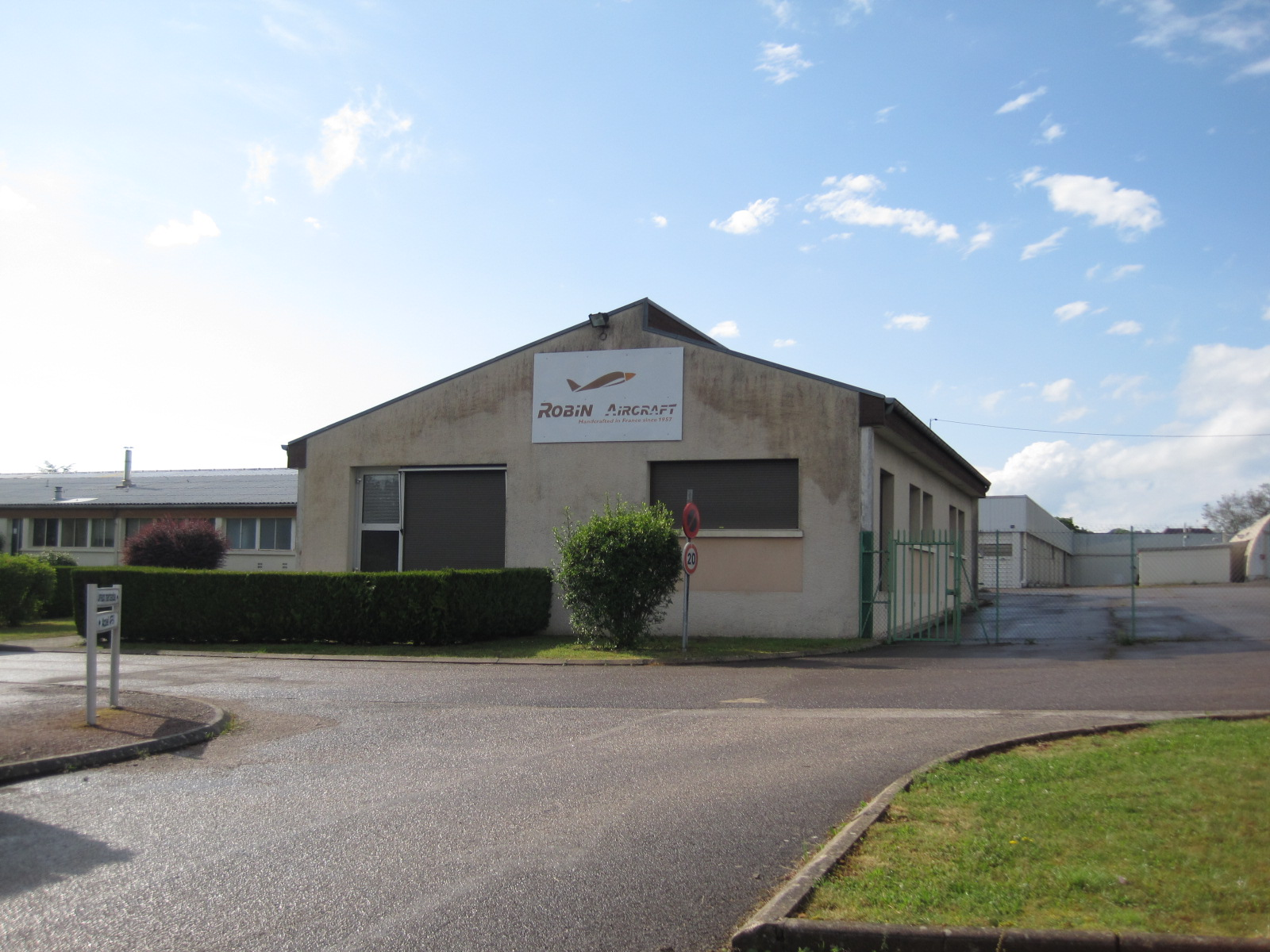
Société Robin Aircraft voisine de l'Aérodrome

## Meeting aérien
(liste non exhaustive)
Plateau (liste non exhaustive) :
Dassault Flamant, P-51D Mustang (F-AZJM), Yak-11, B-25 Mitchell, Broussard, Pitts special, Fieseler Fi 156 (surnommé Storch, cigogne en allemand), patrouille ECCO avec quatre Pilatus PC-7.
Plateau (liste non exhaustive) :
T-6 Texan, T-28 Trojan, Stampe & Vertongen SV-4, Yak-52, P-51 Mustang (F-AZJM & F-AZIE), A-1 Skyraider, P-40 Warhawk, Spitfire (ZX-M, n°MT928), AS350 Écureuil (Gendarmerie Nationale, Démonstration helitreuillage), Mirage-2000B de l'Armée de l'air.
Plateau (liste non exhaustive) :
Gazelle (Armée de Terre), T-28 Trojan, T-6 Texan, Pilatus PC-12, Broussard (315-SM, no 154 & 307-FG, no 104), Antonov An-2, Yak-52, Fieseler Fi 156 (surnommé Storch (cigogne en allemand)), Mirage-2000C (Armée de l'air), patrouille marocaine "Marche Verte" sur Cap-232, Patrouille "Cartouche Doré", patrouille ECCO avec quatre Pilatus PC-7.
- Meeting Aerien septembre 2010

Plateau :
Spitfire, Seafury, Pitts special, Piper PA-18 (version hydravion), Max Holste Broussard, Autogire Magni, Planeur, Robin DR400 (patrouille de l aeroclub), Socata TB-20 (DGAC), Humbert Tétras, Aérospatiale Ecureuil (Gendarmerie), North American T6 et T28, Patrouille Captens.
Demonstration de la Breitling Jet Team et low-pass BAe Jetstream 41 d'Eastern Airways venus de Longvic.
Un Bronco et un Navion étaient au programme mais ne sont pas venus.
- Championnat de France de voltige 2011

Le championnat de France de voltige aérienne et le meeting de clôture ont été organisés du 27 juin au 3 juillet 2011
- Championnat de France de voltige 2016

Championnat de France de voltige aérienne du 27 juin au 3 juillet 2016 ainsi que le meeting de clôture qui s'est déroulé le dimanche 4 juillet 2016.

## Galerie de photographies

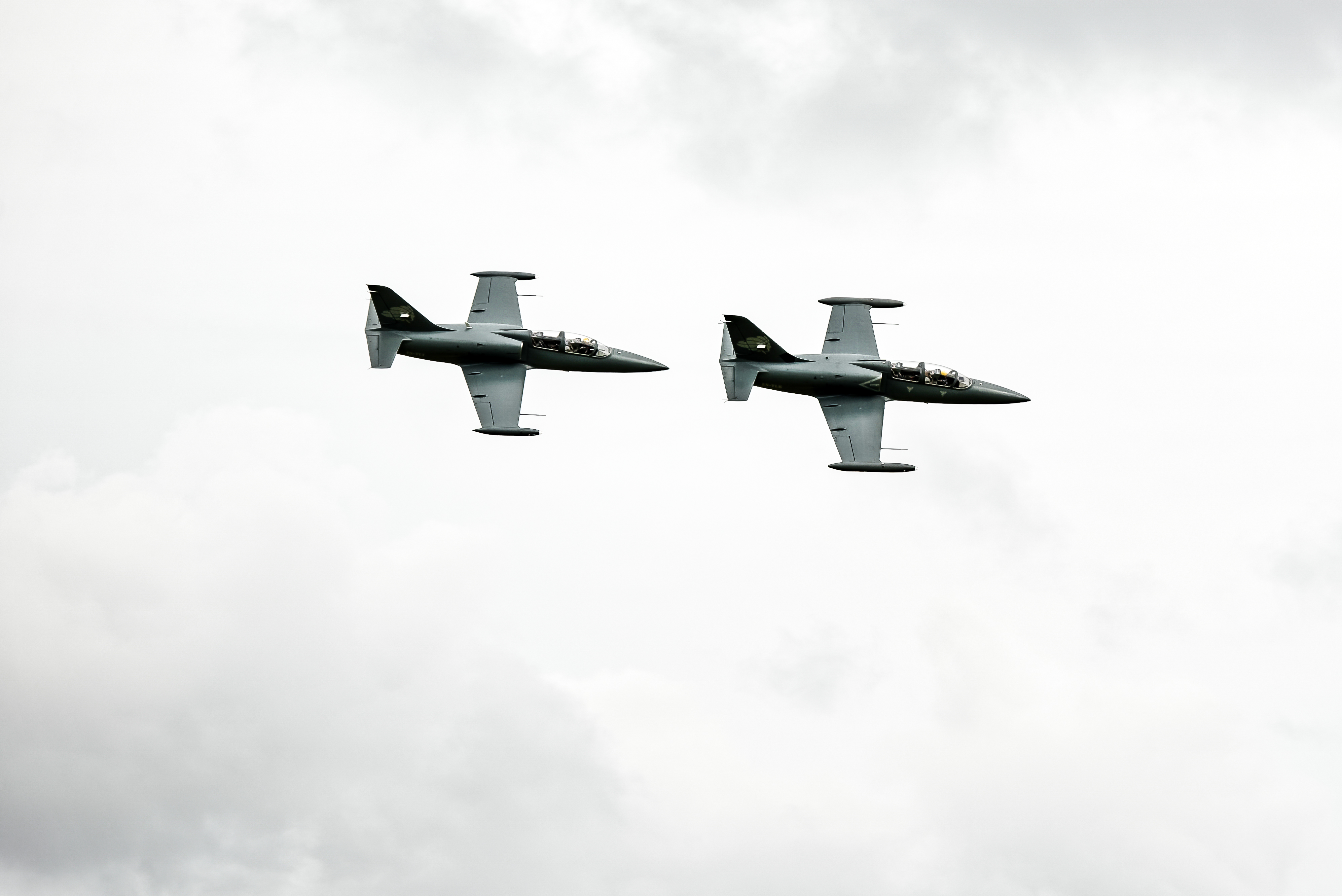
Albatros L-39
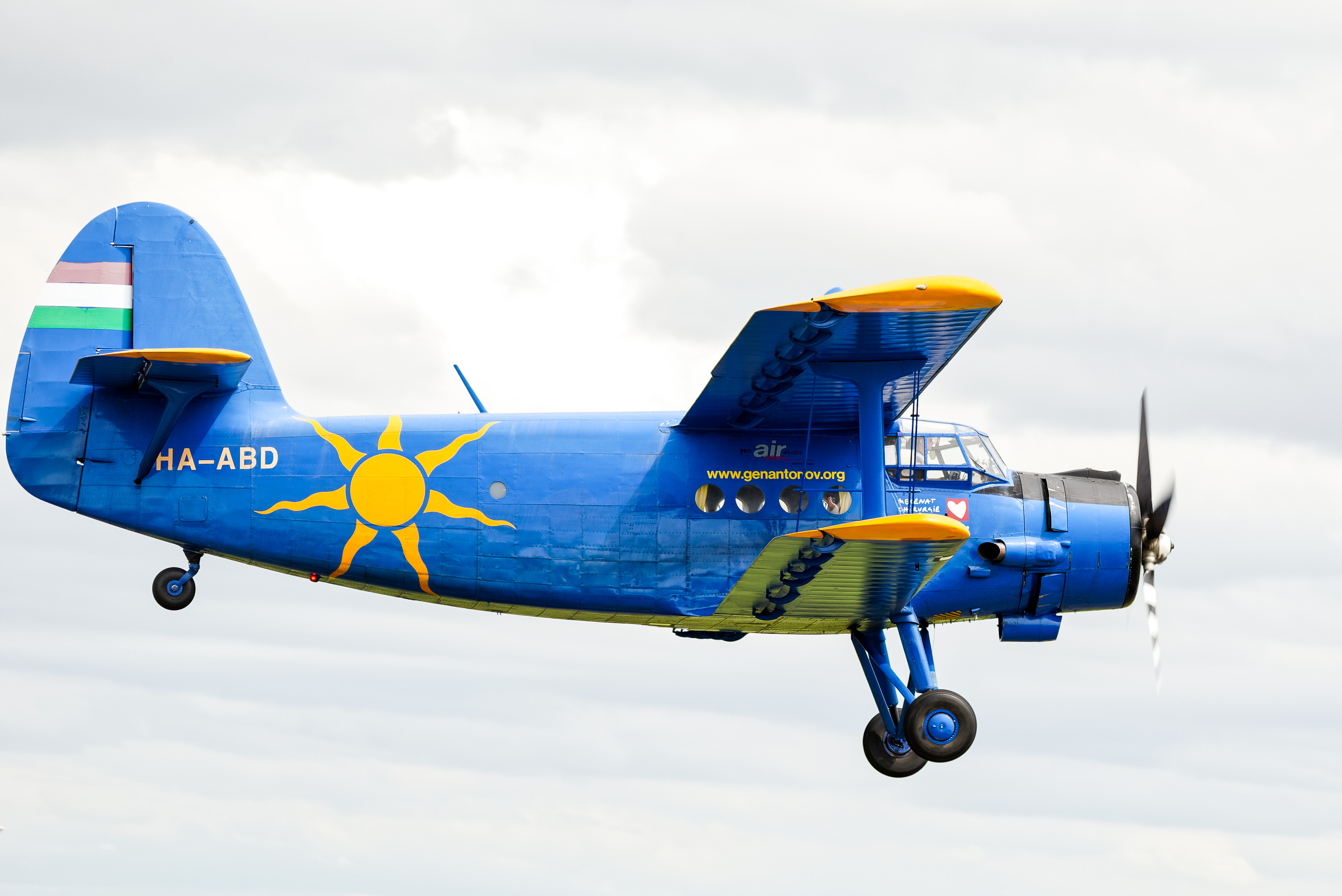
Antonov
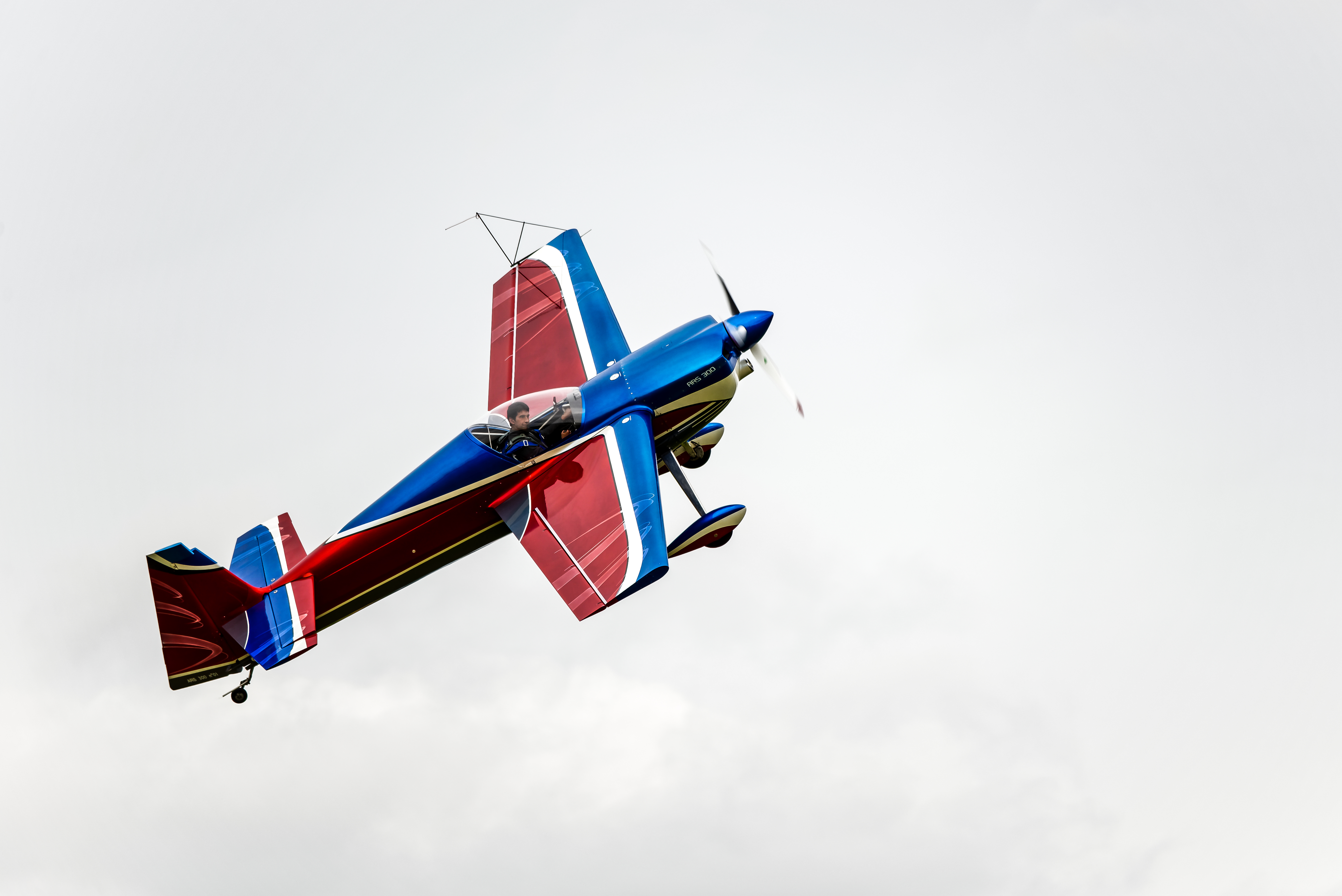
ARS 300
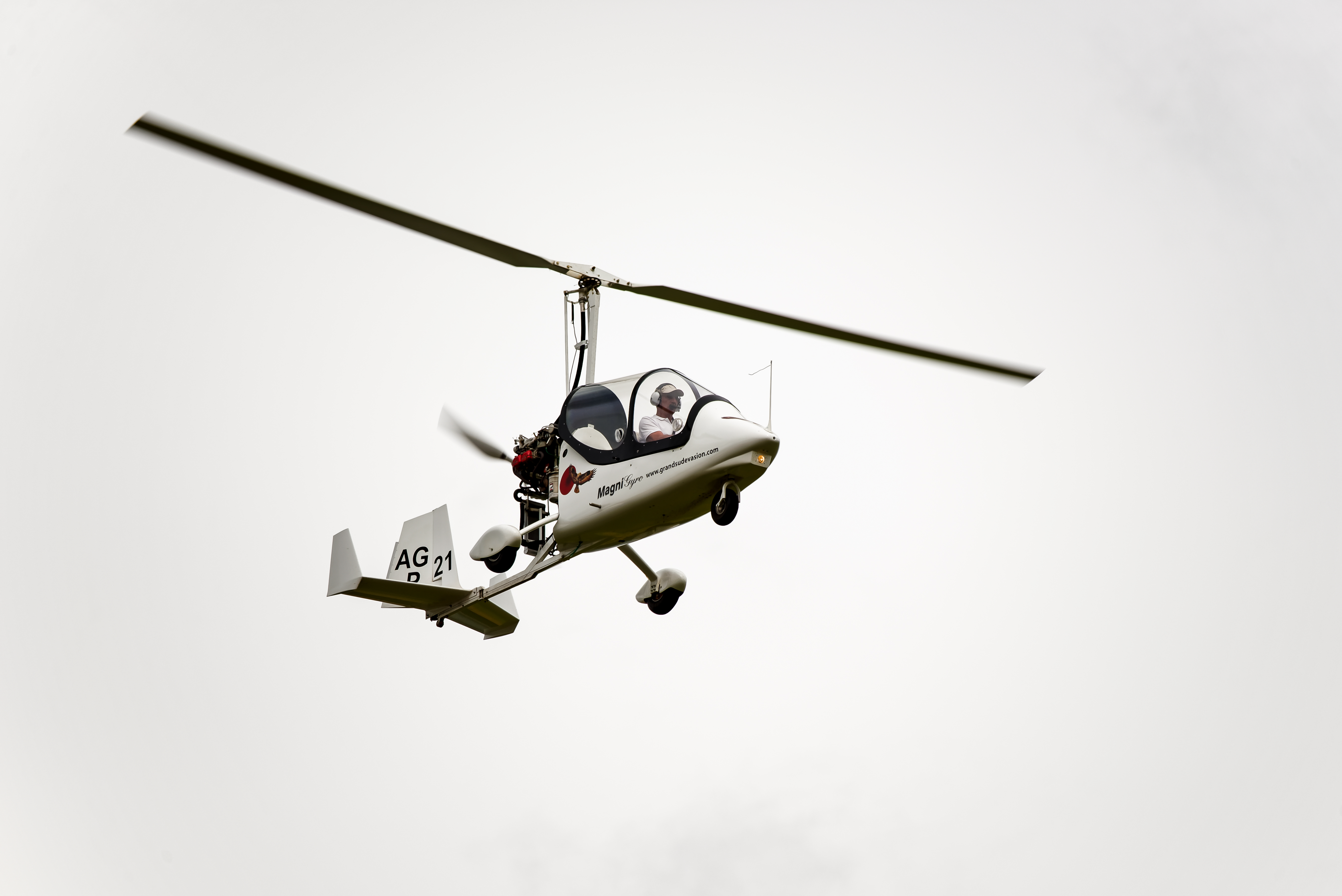
Autogire Magny Gyro
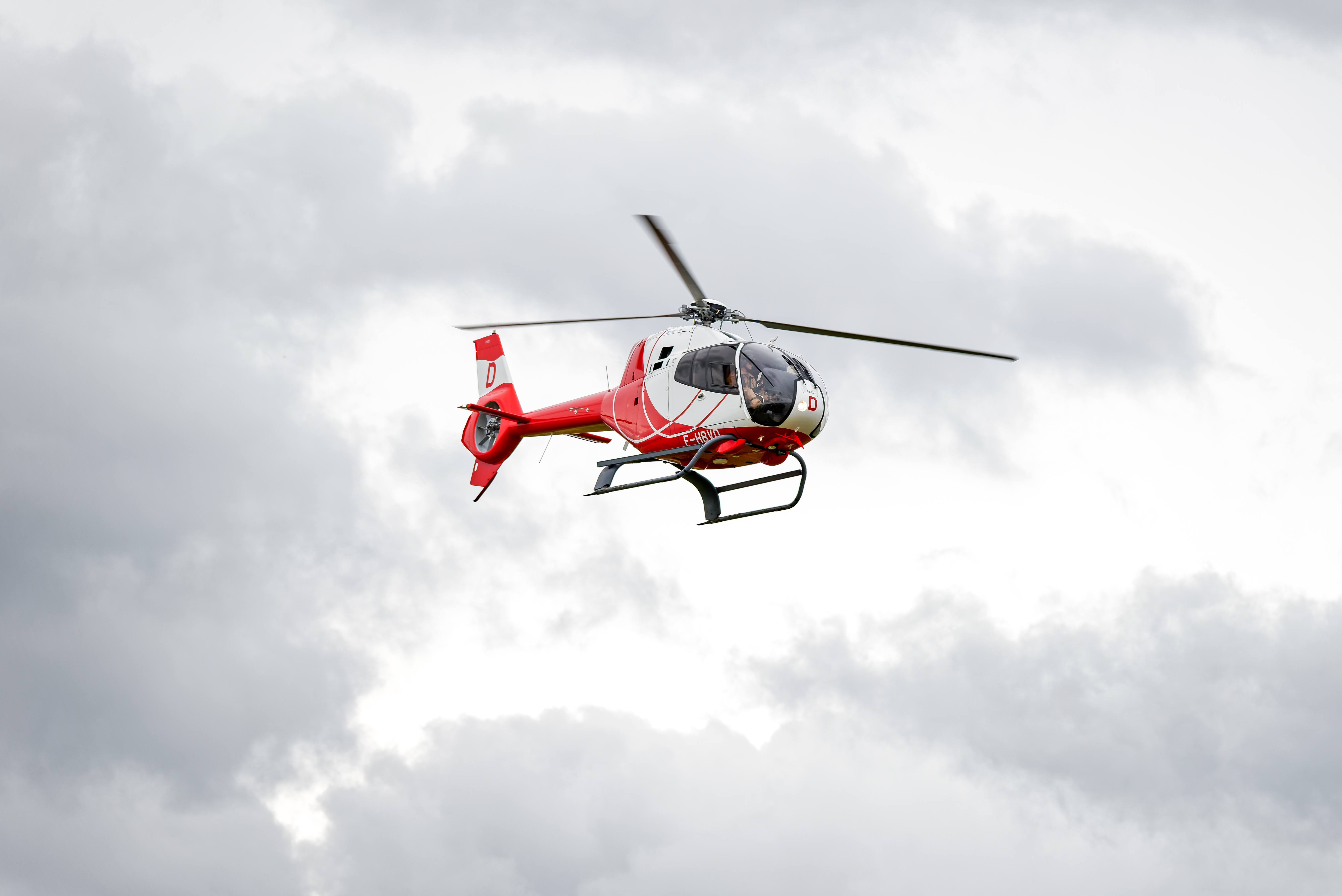
Eurocopter EC120 Colibri
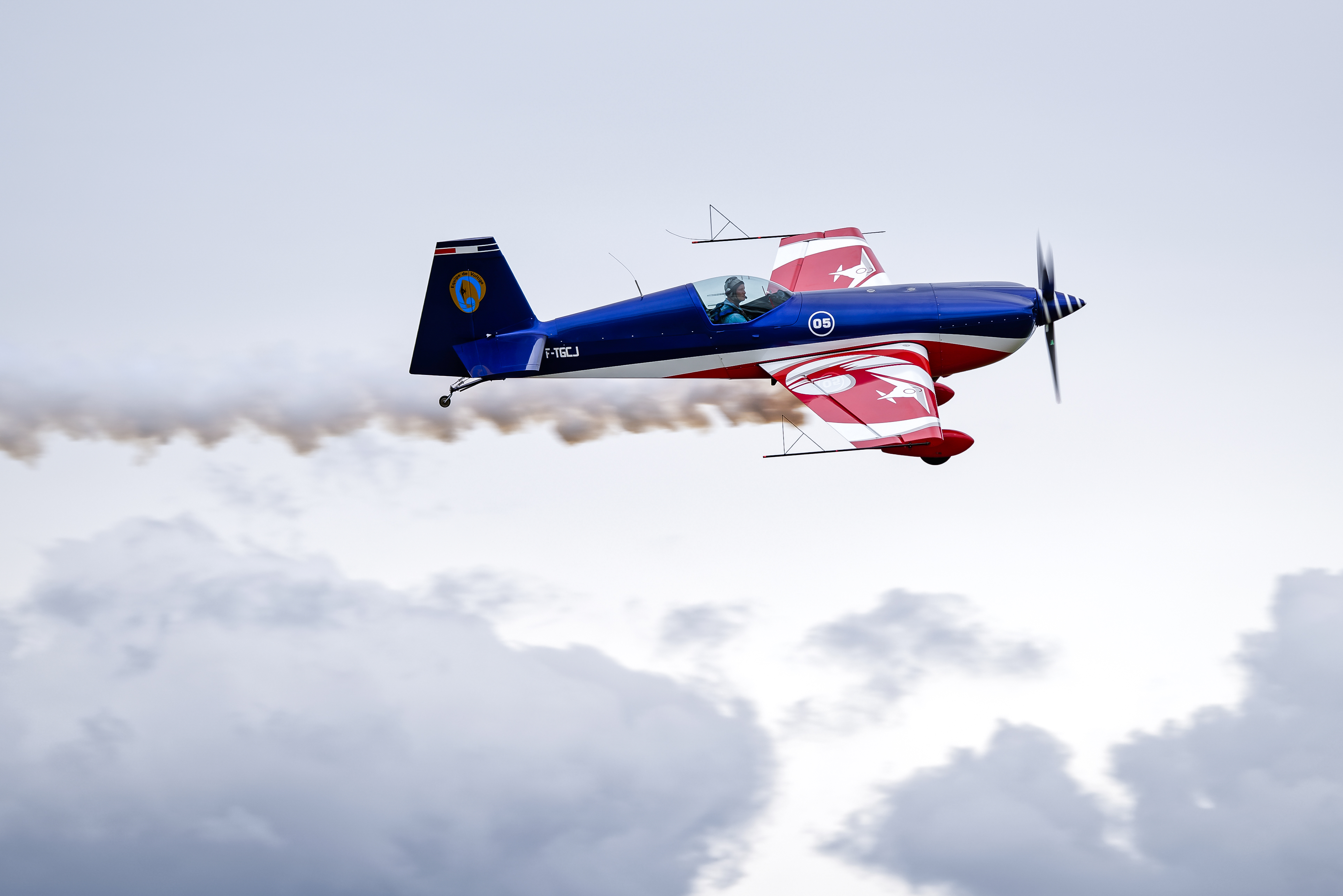
Extra 330
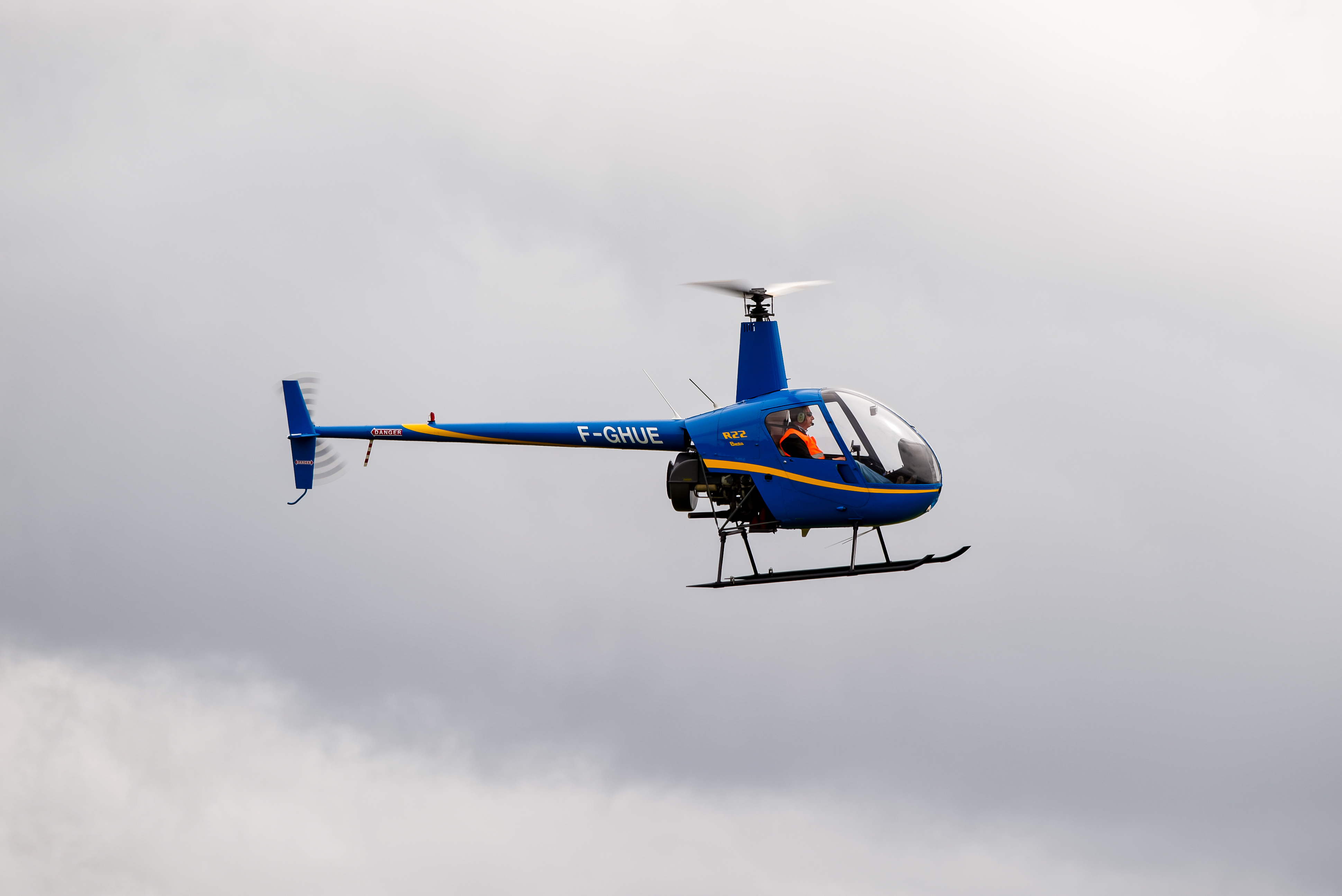
Hélicoptère Robinson R22
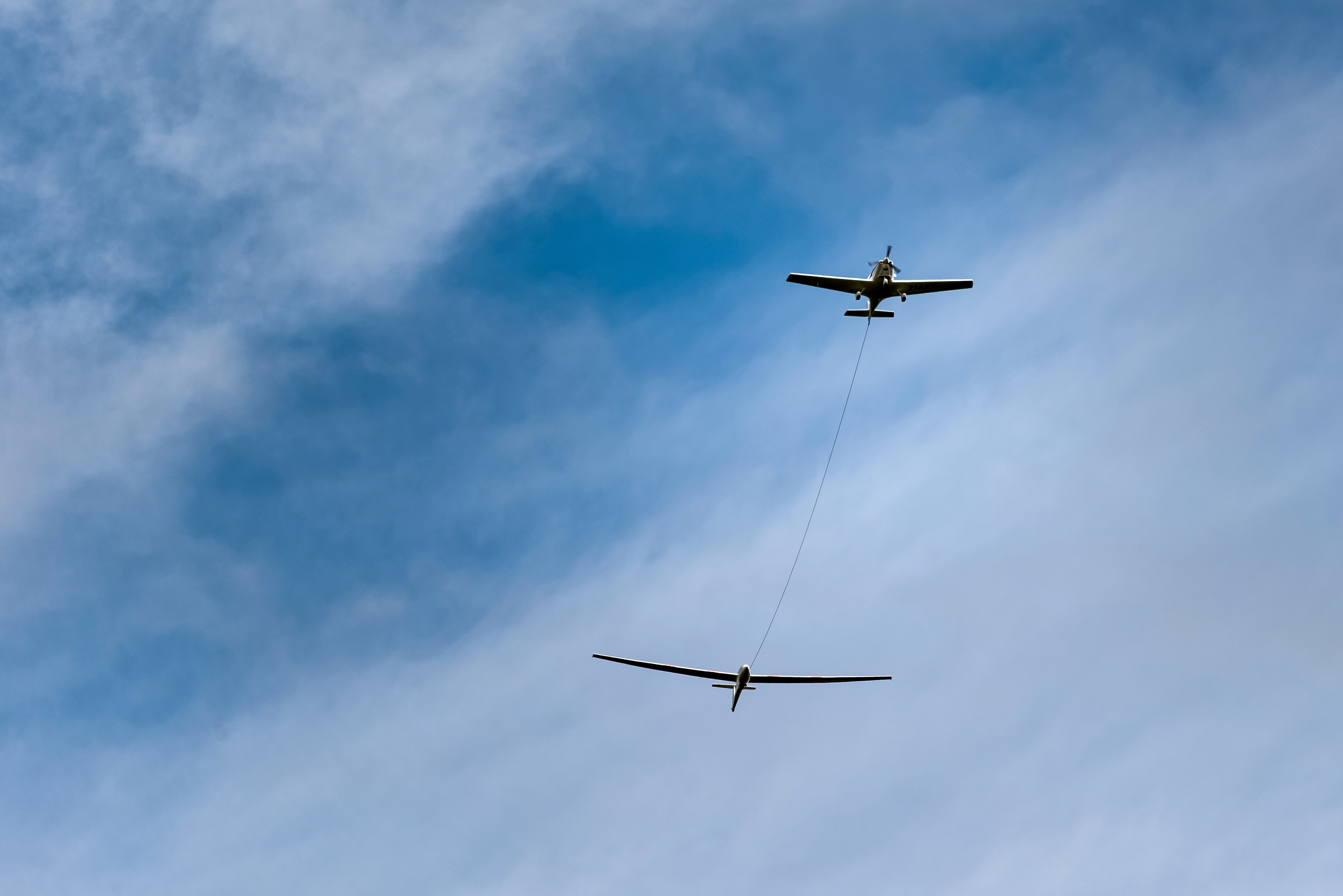
Planeur
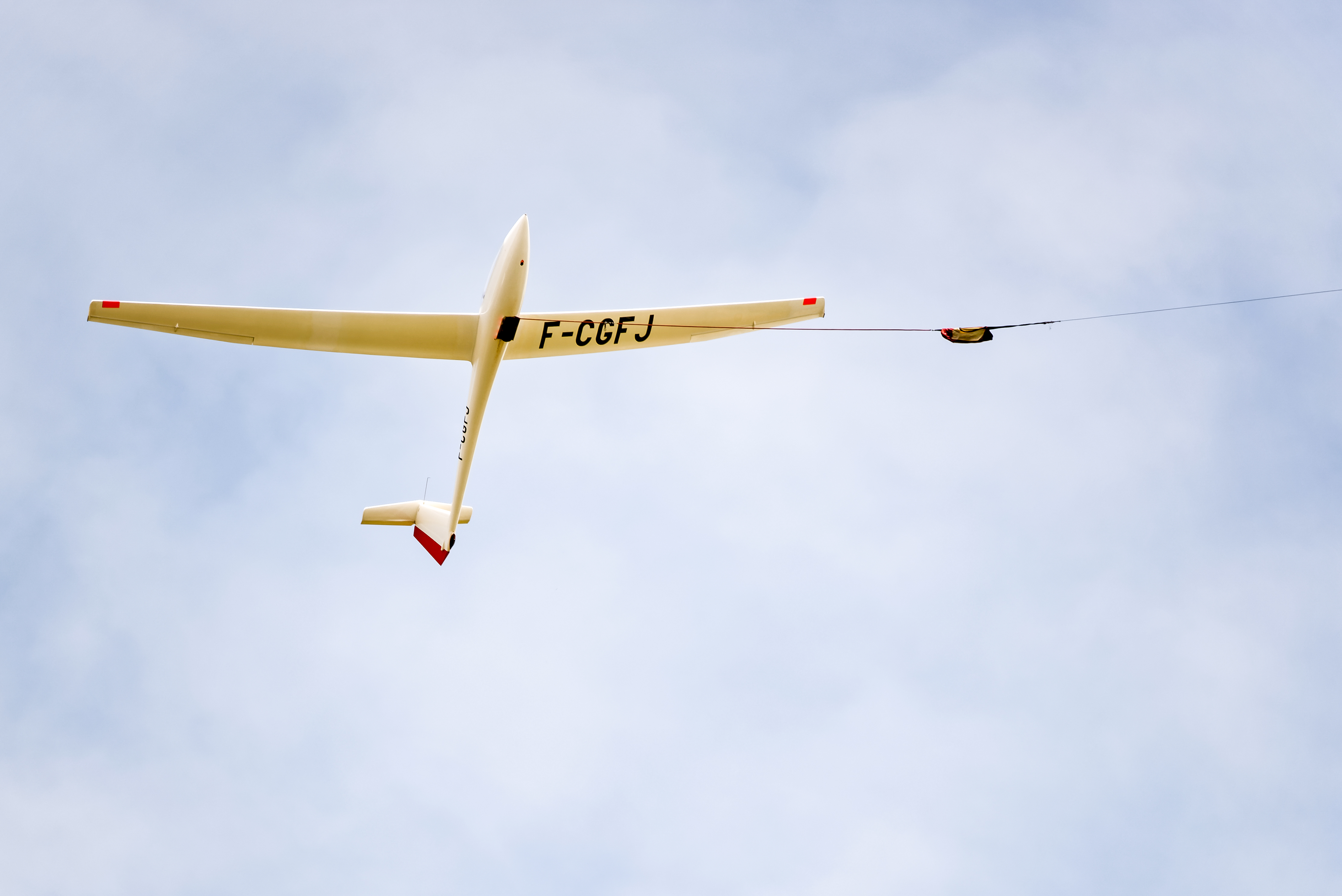
Planeur
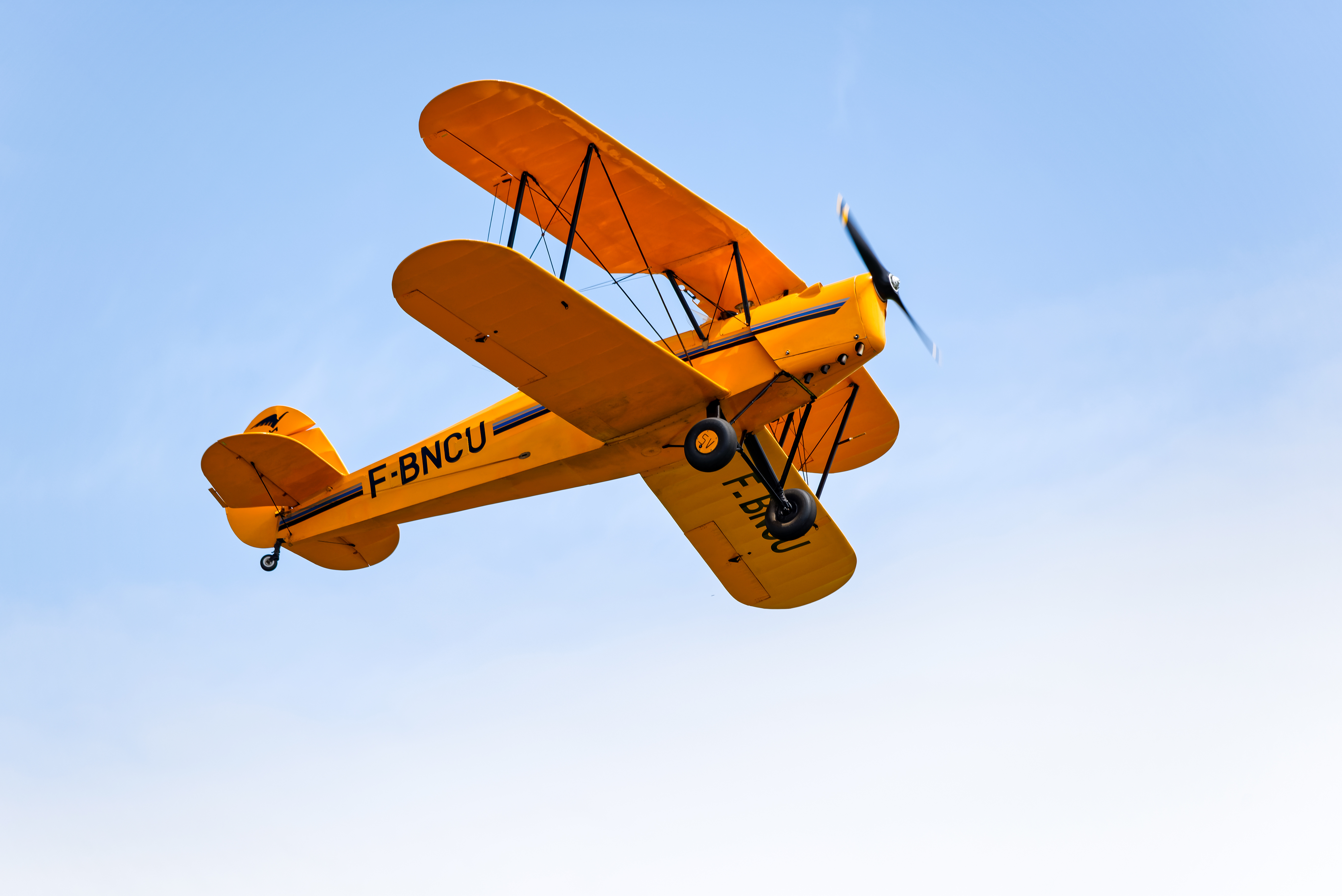
Stampe SV-4 A
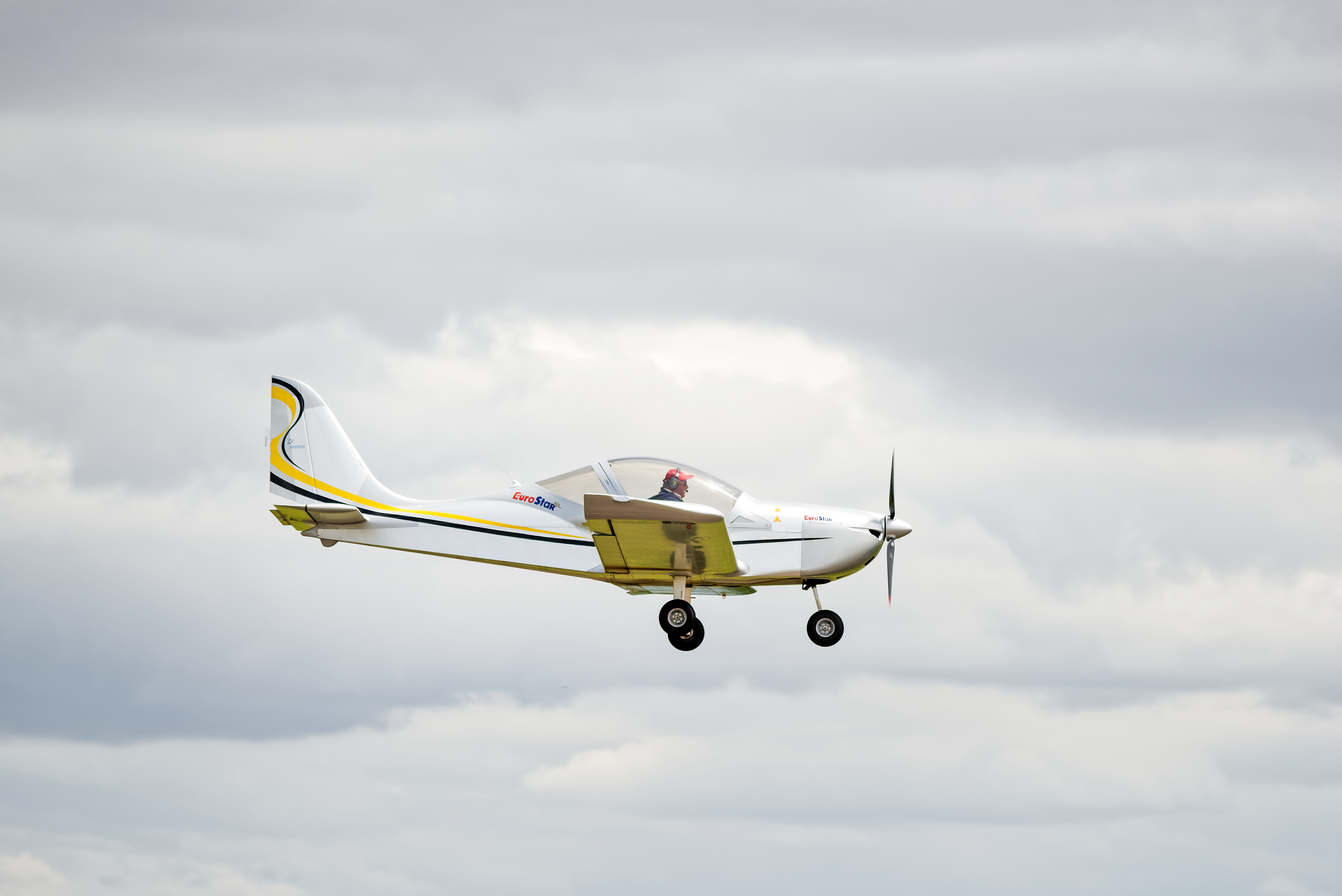
ULM EuroStar